# Катастрофа Як-28 в Липецке
Катастрофа Як-28 в Липецке произошла 17 декабря 1968 года. Во время тренировочного полёта у бомбардировщика Як-28 произошёл отказ двигателей. Пожертвовав собой, экипаж увёл самолёт от густонаселённых районов города.

## Ход событий
17 декабря 1968 года бомбардировщик Як-28 4-го центра боевого применения и переучивания лётного состава ВВС, позывной «борт 573», взлетел для совершения тренировочного полёта с учебным бомбометанием на военном полигоне близ села Ратчино. Экипаж самолёта составляли пилот майор Сергей Шерстобитов и штурман подполковник Леонтий Кривенков.
Сразу после взлёта возник пожар левого двигателя. Огонь удалось потушить, самолёт отправился на посадку по штатной схеме захода «коробочка». Для этого Як-28 на одном двигателе осуществил разворот, прошёл около 20 километров над Липецком, развернулся за НЛМК и начал заходить на посадку. В это время начал отказывать и правый двигатель. Над Военным городком самолёт сорвался в штопор и разбился на пустыре в районе Каменного лога. Если бы экипаж катапультировался, то неуправляемый самолёт с полным запасом топлива и грузом боеприпасов рухнул бы в центре Липецка.

## Записи переговоров
Сохранились записи переговоров между руководителем полётов, экипажем Як-28 (борт 573) и также находившимся в воздухе МиГ-21 майора П. Колпакова (борт 421):
— Помощник Руководителя полётов: Управление, посмотрите на 573, там что у них, пламя что ли?

— Руководитель полётов (РП): 573, что у вас горит?

— Шерстобитов (573): У меня пока ничего не горит.

— Майор Колпаков (421): Оглянись, с левой стороны у вас горит пламя большое.

— РП: 573, у вас огонь сзади на самолёте, набирайте высоту, покидайте самолёт.

— 573: Я 573, передаю, отказал левый двигатель, высота 500 метров, включил левый пожарный кран, нажал на кнопку тушения левого двигателя, лампа «пожар» погасла.

— РП: 573, всё прекратилось, заходите на посадку. 421, продолжай наблюдать за ним на безопасном интервале.

— РП: 573, попробуйте выпустить шасси. Если не будет основным способом выпускаться, перейдите на аварийный, на дублирующий.

— (в кабине) Кривенков: Носовая вышла, Максимыч, да. Зачем ты рвёшь так сильно? Пониже делай, пониже, а то скорость падает, Максимыч.

— (в кабине) Шерстобитов: Вижу, вижу. Скорость 350, высота 500, ручку даю немного от себя, радиокомпас включён, давай разворачивайся.

− 421: Он разворачивается на третьем развороте, левый разворот.

— РП: 573, что у вас? 573, отвечайте.

— 573: Отвечаю, отвечаю, не выпускаются шасси.

— РП: Разворачивайтесь, идите на дальний, выпускайте аварийное шасси.

— 573: Выпускаю аварийное, но оно не выпускается!

— РП: Заходите нормально на посадку.

— (в кабине) Кривенков: А ты аварийно дёргал, Максимыч? Скорость — 340!

— (в кабине) Шерстобитов: Вижу, вижу, что 340, не растёт!

— (в кабине) Кривенков: Так, Максимыч, вправо немного! Скорость — 320, Максимыч! Не задирай её, не задирай её, Максимыч, не задирай, Максимыч, не зади… <звуки столкновения с землёй>

— Я 421, майор Колпаков, наблюдаю взрыв.

## Расследование катастрофы
Расследовавшей комиссией было установлено, что причиной пожара стал разрыв топливного шланга левого двигателя с последующим воспламенением топлива. Так как пожар был потушен штатными средствами, то вместо катапультирования экипаж и руководитель полётов приняли решение сохранить самолёт и посадить его. Полёт на одном двигателе входил в стандартную программу упражнений на Як-28 и был отработан. Гидравлическая система самолёта была повреждена пожаром, что не позволило выпустить шасси. Сопло правого двигателя было частично перекрыто, в двигатель поступало слишком мало воздуха, что привело к снижению тяги до недостаточного для поддержания полёта уровня. Экипаж не стал покидать самолёт и до конца боролся за сохранение стабильности полёта. Во время последнего поворота, над Военным городком, подъёмной силы крыльев оказалось недостаточно для поддержания самолёта в воздухе.

## Память

Площадь Авиаторов в Липецке

- За свой подвиг оба лётчика были посмертно награждены Орденами Красного Знамени.
- Неподалёку от места катастрофы, близ пересечения улиц Космонавтов и Терешковой, на площади у дворца спорта «Звёздный» установлен памятный знак.
- В 1991 году в Липецке появилась улица Леонтия Кривенкова, в 2006 году — улица Шерстобитова.
- 18 июля 2003 года на площади Авиаторов в Липецке рядом с памятником героям-авиаторам установлены скульптуры погибших лётчиков (скульпторы И. М. Мазур и Ю. Д. Гришко, архитекторы В. Н. Павлов и Л. А. Павлова).
- В музее Липецкого авиацентра хранятся сделанные через несколько минут после катастрофы фотографии места падения самолёта[2].